# Pseudepeolus angustatus
Pseudepeolus angustatus là một loài Hymenoptera trong họ Apidae. Loài này được Moure mô tả khoa học năm 1954.